# NGC 2342
NGC 2342 (również PGC 20265 lub UGC 3709) – galaktyka spiralna (Sc), znajdująca się w gwiazdozbiorze Bliźniąt. Odkrył ją Albert Marth 10 listopada 1864 roku. Prawdopodobnie tworzy fizyczną parę z NGC 2341.